# Gryponyx
Gryponyx („hákovitý dráp“) byl pochybný a potenciálně vědecky neplatný rod sauropodomorfního dinosaura, žijícího v období rané jury (věky hettang až sinemur, asi před 201 až 183 miliony let) na území současného Svobodného státu v Jihoafrické republice.

## Historie
Fosilie v podobě nekompletní kostry (holotyp s katalogovým označením SAM 3357-59) byly objeveny v souvrství (Upper) Elliot a popsány paleontologem Robertem Broomem roku 1911 pod jménem Gryponyx africanus. Broom se původně domníval, že se jedná o teropoda. V pozdější době vyšlo najevo, že se jednalo o sauropodomorfa z kladu Massopoda, vzdáleně příbuzného například rodu Massospondylus. Může se jednat o platný taxon, který ale teprve musí projít procesem revize a případného nového popisu a pojmenování.
Postupně bylo popsáno několik dalších druhů tohoto rodu, žádný z nich ale není pravděpodobně validní (vědecky platný). Jedná se o nomina dubia (pochybná jména).